# Harry Boldt
Harry Boldt, född den 23 februari 1930 i Tjernjachovsk i Ryssland, är en tysk och därefter västtysk ryttare.
Han tog OS-guld i lagtävlingen i dressyr i samband med de olympiska ridsporttävlingarna 1976 i Montréal.